# حسین صابری

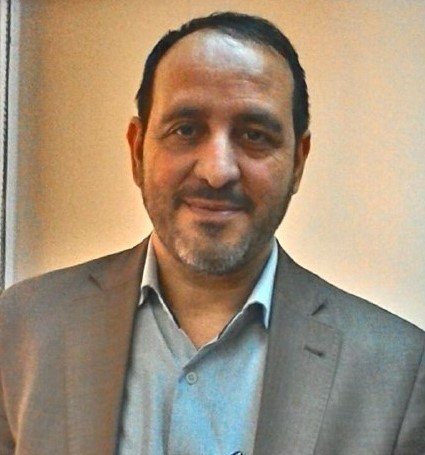
حسین صابری در آگوست ۲۰۱۷

حسین صابرى (متولد 1335ش-گناباد)، نویسنده، محقق، مترجم، استاد گروه فقه و مبانی حقوق اسلامی دانشگاه فردوسی مشهد. دارای بیش از 70 کتاب ثبت شده و بالغ بر 85 مقاله تایید شده رسمی از وزارت علوم.  او در دهمین دورهٔ جشنوارهٔ بین‌المللی فارابی به‌عنوان مترجم برجسته معرفی شد.

## آثار
- آزادی های عمومی در حکومت اسلامی، راشد غنوشی، سال ۱۳۸۱
- آیین حکمرانی،ابویعلی ماوردی، ۱۳۸۳
- اقتباس از قرآن کریم، ابومنصور ثعالبی،۱۳۸۶
- اختصاص، اثر شیخ مفید، ۱۳۸۸
- مناقب خاندان نبوت و امامت، اثر ابن شهرآشوب، ۶ جلد، ۱۳۹۲
- برهان، کتاب جامع علوم، اثر زرکشی، ۴ جلد، ۱۳۹۲